# Svend Johansen (Schauspieler)
Svend Johansen (* 17. Mai 1930 in Frederiksberg; † 2. März 2021) war ein dänischer Schauspieler.

## Leben
Johansen wurde 1955 an der Schauspielschule des Odense Theatre ausgebildet und war 1954–1956 und 1962–1963 mit dem Theater verbunden. Später spielte er am Boldhus-Theater, am Falcon-Theater und an der neuen Scala.
Nach einigen kleineren Filmrollen, die er bereits seit 1953 spielte, begann 1958 mit Mariannes bryllup eller hævnen er bitter seine Kinokarriere. Am bekanntesten wurde Svend Johansen 1958 mit der Rolle des Viggo Clausen, Soldat „611“, in der Soldatenkomödie Hinein ins Vergnügen (Soldaterkammerater). Diese Rolle wiederholte er auch in der Fortsetzungen: 1959 in Uns kann keiner (Soldaterkammerater rykker ud), 1960 in 100 Mann und ein Kamel (Soldaterkammerater på vagt), 1961 in Soldaterkammerater på efterårsmanøvre und 1962 in Soldaterkammerater på sjov. Dazwischen spielte er auch ernstere Rollen wie den gefangenen Saboteur in Frihendens pris (1969). Der hochgewachsene attraktive Blonde wurde meist als sexy Liebhaber eingesetzt, so auch als Lt. Svend im Sexfilm Die jüngsten Kätzchen sind die schärfsten (Dagmars Heta Trosor).
Gabriel Axel gab ihm 1970 die Doppelhauptrolle in Amour. Svend Johansen spielte darin als Diderik den Ehemann von Ghita Nørby, der seine sexuellen Fantasien in Träumen auslebt und in einem davon ein Wikinger ist. 1972 spielte er in der Miniserie Livsens ondskab den Pastor Engelhardt.
Er war in zwei Horrorfilmen zu sehen: als Bischof in Angel of the Night (Nattens Engel, 1998) und zuletzt in Die Hüterin der Wahrheit – Dinas Bestimmung (Skammerens datter, 2015).

## Filmografie (Auswahl)

### Kinofilme
- 1953: Adam og Eva
- 1953: Die Verführten (Farlig ungdom)
- 1958: Mariannes bryllup eller hævnen er bitter
- 1958: Det lille hotel
- 1958: Hinein ins Vergnügen (Soldaterkammerater)
- 1959: De sjove år
- 1959: Uns kann keiner (Soldaterkammerater rykker ud)
- 1960: Frihedens pris
- 1960: Skibet er ladet med
- 1960: Operation Camel
- 1961: Reptilicus
- 1961: Two Crazy Guys
- 1961: Soldaterkammerater på efterårsmanøvre
- 1961: The Boy Who Loved Horses
- 1962: Den kære familie
- 1962: Soldaterkammerater på sjov
- 1963: Dronningens vagtmester
- 1963: Fräulein unberührt (Frøken Nitouche)
- 1963: Epilogue
- 1964: Paradise and Back
- 1964: Tine
- 1966: Nu stiger den
- 1970: Amour
- 1971: Dagmar’s Hot Pants, Inc.
- 1975: Per
- 1975: Take It Like a Man, Ma’am!
- 1976: That Brief Summer
- 1978: The Factory Outing
- 1998: Angel of the Night (Nattens engel)
- 2005: Flies on the Wall
- 2015: Die Hüterin der Wahrheit – Dinas Bestimmung (Skammerens datter)

### Fernsehen
- 1969: Resternes politik (Fernsehfilm)
- 1969: Tag trappen gorilla (Fernsehfilm)
- 1972: Livsens ondskab (Fernsehminiserie, 3 Episoden)
- 1973: Seks roller søger en forfatter (Fernsehfilm)
- 1977: Troubadouren (Fernsehfilm)
- 1997: Bryggeren (Fernsehminiserie, 1 Episode)
- 1999: Morten Korch - Ved stillebækken (Fernsehserie, 2 Episoden)
- 2001: At the Faber (Fernsehserie, 1 Episode)